# Puchar Świata w Zapasach 2019 – styl wolny kobiet
Zawody Pucharu Świata w 2019 roku w stylu wolnym kobiet odbyły się w dniach 16 – 17 listopada w Naricie w Japonii na terenie „Nakadai Sports Park Gymnasium”.

## Ostateczna kolejność drużynowa
| Poz. | Państwo           |
| ---- | ----------------- |
|      | Japonia           |
|      | Stany Zjednoczone |
|      | Chiny             |
| 4.   | Mongolia          |
| 5.   | Ukraina           |
| 6.   | Rosja             |

## Wyniki

### Grupa A
| Grupa A    |
| ---------- |
| 1. Japonia |
| 2. Chiny   |
| 3. Ukraina |

### Mecze
Wyniki:
- Japonia –  Chiny 6-4
- Japonia –  Ukraina 9-1
- Chiny –  Ukraina 9-1

### Grupa B
| Grupa B              |
| -------------------- |
| 1. Stany Zjednoczone |
| 2. Mongolia          |
| 3. Rosja             |

### Mecze
Wyniki:
- Rosja –  Stany Zjednoczone 2-8
- Rosja –  Mongolia 4-6
- Stany Zjednoczone –  Mongolia 6-4

### Finały
- 5-6  Ukraina –  Rosja 5-5 (tech. 25-19)
- 3-4  Chiny –  Mongolia 7-3
- 1-2  Japonia –  Stany Zjednoczone 7-3

### Klasyfikacja indywidualna
| Waga  |                               |                    |                            | 4                                            | 5                     | 6                       |
| ----- | ----------------------------- | ------------------ | -------------------------- | -------------------------------------------- | --------------------- | ----------------------- |
| 50 kg | Kika Kagata Yui Susaki        | Whitney Conder     | Sun Yanan Lei Chun         | Bujandalajn Czimgee Cogt-Ocziryn Namuunceceg | Marija Wynnyk         | Darja Leksina           |
| 53 kg | Ibuki Tamura Haruna Okuno     | Sarah Hildebrandt  | Pang Qianyu Luo Lannuan    | Nandincecegijn Anudari                       | Sołomija Wynnyk       | Miłana Dadaszewa        |
| 55 kg | Saki Igarashi Akie Hanai      | Jacarra Winchester | Chen Jiawei Xie Mengyu     | Bolortuyaa Bat-Ochiryn                       | Anastasija Krawczenko | Olga Choroszawcewa      |
| 57 kg | Sae Nanjō Risako Kawai        | Kelsey Campbell    | Feng Yongxin               | Altancecegijn Batceceg                       | Ołena Kremzer         | Marina Simonian         |
| 59 kg | Yumeka Tanabe Yuzuka Inagaki  | Desiree Zavala     | Rong Ningning Zhang Qi     | Baatardżawyn Szoowdor                        | Sofija Bodnar         | Lubow Owczarowa         |
| 62 kg | Miwa Morikawa Yukako Kawai    | Macey Kilty        | Kang Juan                  | Enchbatyn Gantujaa                           | Tetiana Riżko         | Uljana Tukurienowa      |
| 65 kg | Naomi Ruike Misuzu Enomoto    | Forrest Molinari   | Wu Yaru                    | Öldzijsajchany Pürewsüren                    | Oksana Czudyk         | Natalja Fiedosiejewa    |
| 68 kg | Naruha Matsuyuki              | Tamyra Mensah      | Zhou Feng                  | Enchsajchany Delgermaa                       | Alina Rudnyćka        | Anastasija Bratczikowa  |
| 72 kg | Mei Shindō Yūka Kagami        | Victoria Francis   | Wang Juan                  | Ench-Amaryn Dawaanasan                       | Ałła Belinśka         | Jewgienija Zacharczenko |
| 76 kg | Yasuha Matsuyuki Hiroe Suzuki | Adeline Gray       | Zhou Qian Qiandegen Chagan | Ganbatyn Ariundżargal                        | Romana Wowczak        | Jekatierina Bukina      |